# Banvit B.K.
O Bandırma Basketbol İhtisas Kulübü é um clube profissional de basquetebol sediado na cidade de Bandırma, Turquia que atualmente disputa a Liga Turca e na Liga dos Campeões. Foi fundado em 1994 e manda seus jogos na Kara Ali Acar Sport Hall com capacidade para 3.000.

## Temporada por temporada
| Temporada | Nível | Liga | Pos. | Pós Temporada     | Copas             | Competições Europeias             |
| --------- | ----- | ---- | ---- | ----------------- | ----------------- | --------------------------------- |
| 2000-01   | 3     | EBBL | 1    | Promovido         | –                 |                                   |
| 2001–02   | 2     | D2   | 4    | –                 | –                 | –                                 |
| 2002–03   | 2     | D2   | 4    | –                 | –                 | –                                 |
| 2003–04   | 2     | D2   | 1    | PromovidoCampeão  | –                 | –                                 |
| 2004–05   | 1     | D1   | 11   | –                 | –                 | EuroCup Challenge Semifinalista4º |
| 2005–06   | 1     | D1   | 4    | Semifinalista     | –                 | Jogou a EuroCup Challenge         |
| 2006–07   | 1     | TBL  | 7    | Quartas de Finais | Finalista         | Jogou a FIBA EuroCup              |
| 2007–08   | 1     | TBL  | 8    | Quartas de Finais | Quartas de Finais | Jogou a FIBA EuroCup              |
| 2008–09   | 1     | TBL  | 12   | –                 | Fase de Grupos    | Jogou a EuroChallenge             |
| 2009–10   | 1     | TBL  | 3    | Semifinalista     | Quartas de Finais | EuroChallenge Top 16              |
| 2010–11   | 1     | TBL  | 2    | Semifinalista     | Quartas de Finais | Eurocup Regular Season            |
| 2011–12   | 1     | TBL  | 2    | Semifinalista     | Finalista         | Eurocup Top 16                    |
| 2012–13   | 1     | TBL  | 3    | Finalista         | Quartas de Finais | Eurocup Top 16                    |
| 2013–14   | 1     | TBL  | 1    | Semifinalista     | Fase de Grupos    | Eurocup Top 32                    |
| 2014–15   | 1     | TBL  | 5    | Quartas de Finais | Quartas de Finais | Eurocup Semifinais                |
| 2015-16   | 1     | BSL  | 5    | Quartas de Finais | Semifinalista     | 2 EuroCopa 8ªF                    |
| 2016-17   | 1     | BSL  | 5    | Quartas de Finais | Campeões          | 3 Liga dos Campeões FN            |
| 2017-18   | 1     | BSL  | 5    | Semifinalista     |                   | 3 Liga dos Campeões QF            |
| 2018-19   | 1     | BSL  | 8    | Quartas de Finais |                   | 3 Liga dos Campeões QF            |

## Jogadores Notáveis
| - Barış Ermiş - Barış_Özcan - Can_Akın - Ersin Görkem - Onur Aydın - Serkan Erdoğan - Ümit Sonkol - Ümit Türkoğlu - Yunus Çankaya - - Ermal Kuqo |  | - Erkan Veyseloğlu - Cevher Özer - Şafak Edge - Vladimir Veremeenko - Sammy Mejia - Paul Henare - Vladimir Golubović - Vladimir Dragičević - Kenny Adeleke - Miroslav Radošević - Vladimir Štimac - Stefan Marković - Kenan Bajramović |  | - George Banks - Joseph Crispin - Corsley Edwards - Antonio Graves - Donnell Harvey - Arthur Long - Paul Miller - Marque Perry - Juan Dixon - Lance Williams - Kalin Lucas - Clifford Hammonds - - Chuck Davis - E.J. Rowland |